# China 9, Liberty 37
Pour plus de détails, voir Fiche technique et Distribution.
China 9, Liberty 37 (Amore, piombo e furore) est un western hispano-italien réalisé par Monte Hellman et sorti en 1978.

## Synopsis
Clayton Drumm est un gangster condamné ; il obtient un sursis pour assassiner le propriétaire d'un ranch Matthew Sebanek, pour le compte d'une compagnie de chemin de fer.

## Fiche technique
- Titre original italien : Amore, piombo e furore[1]
- Titre espagnol : Clayton Drumm[1]
- Titre français : China 9, Liberty 37[2]
- Réalisation : Monte Hellman
- Scénario : Jerry Harvey et Ennio De Concini
- Direction artistique : Douglas Venturelli
- Pays de production :  Italie -  Espagne
- Langues originales : italien, anglais
- Format : Couleurs - 35 mm - 2,35:1 - Mono
- Genre : western
- Durée : 102 minutes
- Date de sortie :
  - Italie : 4 août 1978
  - Espagne : 22 septembre 1978 (Barcelone)
  - France : 11 février 1982[2]

## Distribution
- Warren Oates : Matthew Sebanek
- Fabio Testi : Clayton Drumm
- Jenny Agutter : Catherine Sebanek
- Sam Peckinpah : Wilbur Olsen, le romancier de gare
- Isabel Mestres : Barbara, la femme de Virgil
- Gianrico Tondinelli : Johnny Sebanek
- Franco Interlenghi : Hank Sebanek
- Charly Bravo : Duke, le frère de Barbara
- Paco Benlloch : Virgil Sebanek
- Sydney Lassick : l'ami du Sheriff